# Fraktálherceg
A Fraktálherceg (The Fractal Prince) egy 2012-ben megjelent hard science fiction regény Hannu Rajaniemi tollából. A könyv folytatja a Kvantumtolvaj eseményeit, és a trilógiára tervezett Jean le Flambeur sorozat középső darabját képezi.
Magyarul az Ad Astra kiadó jelentette meg 2013-ban, Juhász Viktor fordításában, aki az előző részt is átültette magyarra. A magyar kiadás borítóját Sánta Kira festette, aki az előző rész borítóját is elkészítette.

## Cselekmény
Jean le Flambeur, a Naprendszer legjobb mestertolvaja és Mieli úton vannak vissza a Föld bolygóra. A tolvaj a Schrödinger-doboz feltörésén munkálkodik, amíg Perhonen arra nem utasítja, hogy beszéljen Mielivel, aki fölött ismét kezdi átvenni az irányítást a Pellegrini. Kutatásai során felfedezi, hogyan is sikerült őt elfogniuk, de rádöbben, hogy egy fejvadász a nyomában van.
Eközben Szirr városában, ahol a mesék tiltottak, dzsinnek pedig léteznek, egy fiatal lány próbálja visszanyerni családja jóindulatát. Feladata miatt hamar életveszélyes helyzetbe kerül.

## Kritikák
Hasonlóan az előző részhez, a Fraktálherceg is sok pozitív kritikát kapott az olvasóktól, de gyengeségének is ugyanazt tartották, miszerint a szerző nem ad magyarázatot a könyvében felbukkanó tudományos elméletekre. Például Amy Goldschlager, a Los Angeles Review of Books egyik kritikusa úgy fogalmazott, hogy sokkal érdekesebb lett volna néhány elmélet megmagyarázása, mint a Schrödinger macskájának problémáit részletezni.

## Magyar kiadás
- Fraktálherceg; fordította: Juhász Viktor; Ad Astra, Budapest, 2013